# Gonnosnò
Gonnosnò (sardinsky: Gonnonnò) je italská obec (comune) v provincii Oristano v regionu Sardinie. Nachází se ve výšce 220 metrů nad mořem a má 708 obyvatel. Rozloha obce je 15,46 km².